# Miloš Kos
Miloš Kos (serbisch-kyrillisch Милош Кос; * 1. August 2002 in Prijedor, Bosnien und Herzegowina) ist ein bosnisch-serbischer Handballspieler.

## Karriere

### Verein
Der 1,92 m große linke Rückraumspieler spielte in Bosnien und Herzegowina zunächst in Kozarska Dubica und ab 2018 für HRK Izviđač Ljubuški, mit dem er 2021 Meister und 2022 Pokalsieger wurde. International nahm er zweimal am EHF European Cup teil. Seit Oktober 2022 läuft er für den kroatischen Serienmeister RK Zagreb auf, mit dem er 2023 und 2024 die nationale Liga und den Pokal gewann. Im November 2024 wurde er von Zagreb aufgrund einer Kabinenschlägerei suspendiert.
Im Januar 2025 wechselte er zum deutschen Bundesligisten HC Erlangen.

### Nationalmannschaft
Mit der serbischen Juniorennationalmannschaft gewann Kos die Bronzemedaille bei der U-20-Europameisterschaft 2022, bei der er mit 44 Toren viertbester Werfer wurde. Bei der U-21-Weltmeisterschaft 2023 erreichte die Auswahl den vierten Platz. Mit 50 Treffern wurde er drittbester Torschütze, was ihm die Wahl ins All-Star-Team des Turniers einbrachte.
In der serbischen A-Nationalmannschaft debütierte Kos am 12. Oktober 2022. Er stand im Kader für die Europameisterschaft 2024, wo er mit Serbien den 19. Platz belegte.